# 缺額長眼寄居蟹
缺額長眼寄居蟹（学名：Paguristes arostratus）为活額寄居蟹科長眼寄居蟹屬下的一个种。